# Эстер (Нор)
Эсте́р (фр. Estaires) — коммуна во Франции, регион О-де-Франс, департамент Нор, округ Дюнкерк, кантон Азбрук. Расположена в 30 км к западу от Лилля, в 11 км от автомагистрали А25, на берегу реки Лис.
Население (2017) — 6 379 человек.

## История
Город был основан на римской дороге, связывающей поселения Castellum Menapiorum (ныне Кассель) и Nemetacum Atrebatum (ныне Аррас), в месте, где она пересекает реку Лис. В IX веке здесь жил и проповедовал знаменитый Святой Ведаст, которому позднее была посвящена построенная в Эстере церковь.
Лис был естественной границей между фламандским севером и пикардийским (романским) югом, вследствие чего город испытывал на себе влияние обеих культур. Как и все населенные пункты в регионе, Эстер часто страдал от последствий войн и междоусобиц.
В XVI веке католический Эстер подвергся сильному влиянию лютеранства. В 1566 году вспыхнувшее в Нидерландах т. н. Восстание нищих докатилось до него; католические священники были подвернуты унижениям, а реликвии уничтожены.
Город стал французским в 1769 году. Процветающий текстильный центр, Эстер был почти полностью разрушен во время Первой мировой войны, и после войны, в условиях кризиса текстильного производства, не смог полностью восстановиться.

## Экономика
Структура занятости населения:
- сельское хозяйство — 1,1 %
- промышленность — 8,6 %
- строительство — 4,4 %
- торговля, транспорт и сфера услуг — 36,1 %
- государственные и муниципальные службы — 49,8 %

Уровень безработицы (2017) — 14,7 % (Франция в целом — 13,4 %, департамент Нор — 17,6 %). 

Среднегодовой доход на 1 человека, евро (2017) — 19 930 (Франция в целом — 21 110, департамент Нор — 19 490).

## Демография
Динамика численности населения, чел.

## Администрация
Пост мэра Эстера с 2008 года возглавляет член партии Союз демократов и независимых Бруно Фишё (Bruno Ficheux), член Совета департамента Нор от кантона Азбрук. На муниципальных выборах 2020 года возглавляемый им список СДН одержал победу во 2-м туре, получив 51,01 % голосов.
| Период | Период | Фамилия       | Партия                                | Примечания                            |
| ------ | ------ | ------------- | ------------------------------------- | ------------------------------------- |
| 1965   | 1985   | Анри Дюрес    | Разные левые, Социалистическая партия |                                       |
| 1985   | 1986   | Жанин Душ     |                                       |                                       |
| 1986   | 1998   | Жорж Фишё     |                                       |                                       |
| 1998   | 2008   | Жозетт Фрюшар | Союз за народное движение             | член Генерального совета департамента |
| 2008   |        | Брюно Фишё    | Союз демократов и независимых         | член Совета департамента              |

## Ссылки

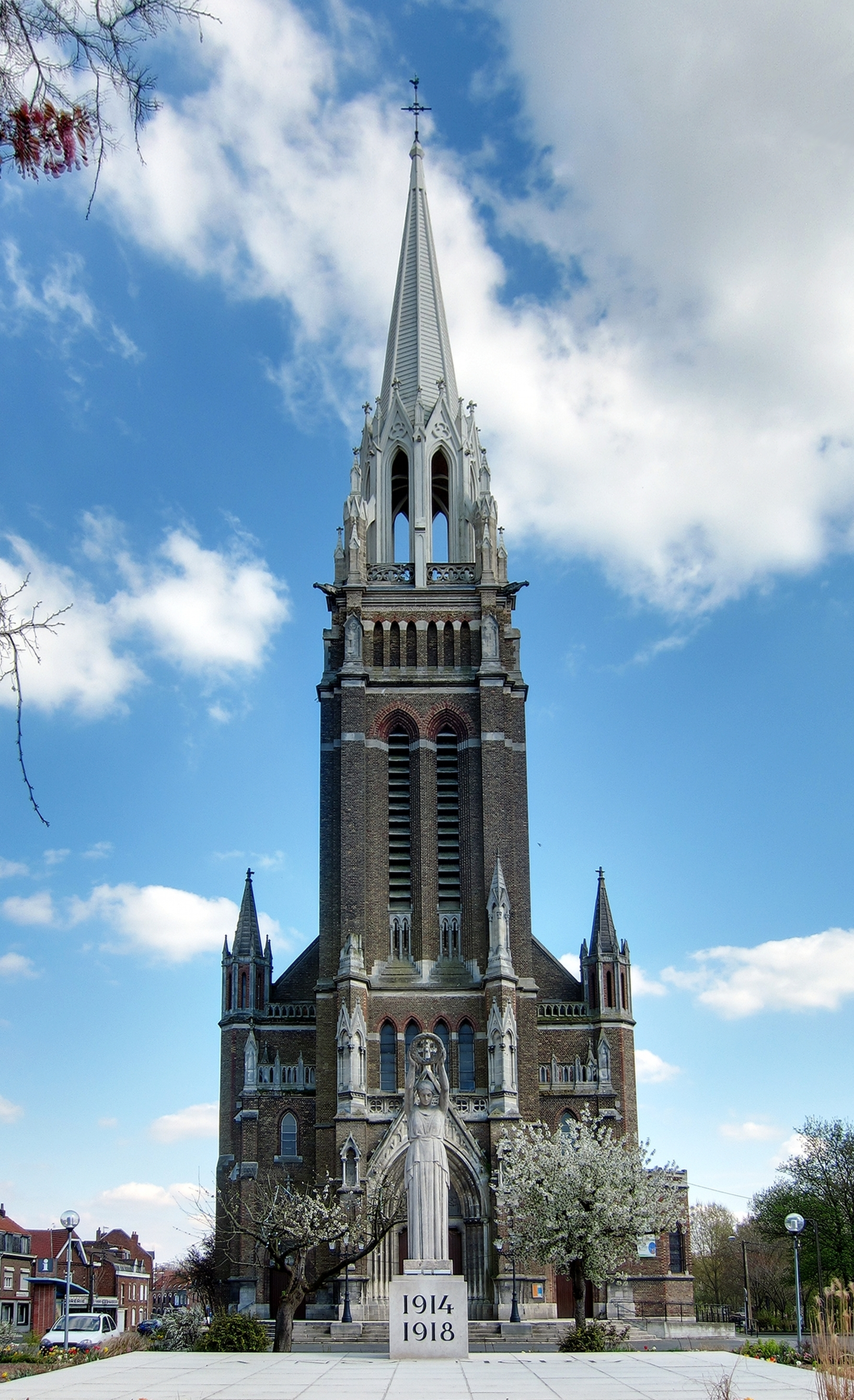
Церковь Святого Ведаста